# ヒンジガヤツリ属
ヒンジガヤツリ属（Lipocarpha）はカヤツリグサ科の植物の属のひとつ。見かけ上はカヤツリグサ属に近いが、小穂の構造ははっきりと異なる。ただし、その構造には若干の議論がある。

## 特徴
ヒンジガヤツリ属の植物は、すべて根出葉を持つ草である。1年草か多年草で、根本から細い葉を出し、花茎を伸ばして、その先端に花序をつける。花序の基部には葉状の包があるが、途中には節も葉もつかない。
花序は、多数の鱗片が螺旋状に並んだ形の穂を単位とし、これが数個、互いに集まって頭状につく。属名は日本本土に唯一自生する種に基づくが、これは品字蚊帳釣りの意味で、この穂が球形に近く、それが普通は3個集まるため、その形を漢字の「品」の形に見立てたものである。
小花は基本的にはすべて同型で、すべて両生花。雄蘂は1-2個、柱頭の基部は膨らまず、成熟後に脱落する。小花は外側を1枚の鱗片で覆われるが、その内側にさらに一対の鱗片様の構造がある。これは前葉と言われる。つまり、外側にしっかりした鱗片があり、その内側で、小花はさらに内外一枚の薄い鱗片に挟まれている。このような配置は、イネ科に見られるものに似ており、カヤツリグサ科では珍しい。

### 小穂について
イネ科やカヤツリグサ科において、花序を構成する単位を小穂と言う。一般には複数の鱗片が重なり、その間に花を収めるものであるが、単に鱗片が重なった穂であれば小穂というわけではない。もっと具体的な構造に基づくものであり、また、それは属などの分類における重要な特徴とされる。
たとえば、同じように球形にまとまった穂を軸の先端につけるものでも、アオテンツキのそれは全体がひとつの小穂であるのに対して、ヒメクグの場合、小穂は小さな針状の構造で、丸い穂は、それが多数集まったものである。
一般にカヤツリグサ科の小穂では、一枚の鱗片の内側に一個の小花があるものが単位となり、それが複数集まるのが普通で、個々の花の構成要素としては、雄蘂と雌蘂、それに花被片に由来する構造が付属するという程度で、より多くの鱗片を含む例は少ない。それを含めて、この属の小穂をどう見るかには議論がある。
現在日本で目にする図鑑の多くでは、丸く固まった穂の全体を、ひとつの小穂と見なす記述となっている。これは、この分野の日本の大家である大井次三郎がこの説を支持していることによるらしい。その中にも二説があり、その一つは、この類をスゲガヤに近縁と見て、内側の二片の鱗片を、現在ある小花の基部にあった二つの退化した花の鱗片に由来すると見るもの。もう一つは、ホタルイ属に近縁と見て、この二枚を花被片に由来する構造物と見るものである。
これに対して、小山はむしろ小花一個を含む単位こそが小穂だとの説を出している。それによると、外側の鱗片は小穂の基部にあったもので、その内側に花が二個あり、それぞれ鱗片に包まれた構造から、下側の花のみが退化したと考えるのが適当だという。これは、ヒメクグの例によく似ている。ヒメクグでは完全な花は一つしか含まないが、退化した花の鱗片がさらに多く、それがより退化した形と見ることも出来る。さらにこの類はC4植物であることが知られており、そのような点でも、ヒメクグ類との類縁が考えられるとする。
また、熱帯地方には同様に小花に鱗片的構造を含む属が幾つかあり、それらをまとめてヒンジガヤツリ族とすることも主張している。
このような従来からの議論に対して、カヤツリグサ属を含む分子系統の解析から本属は多系統であり、しかもカヤツリグサ属の系統に納まる、との判断が出ている。その扱いはまだ確定していないようである。

## 分布
世界の熱帯を中心に、約15種が分布する。アフリカに種数が多い。普通は湿地や水際に生える。

## 利害
ヒンジガヤツリは、水田雑草としてよく見られるが、大きいものでないので、重視されない。

## 代表種
日本には以下の二種がある。
- L. microcephala (R. Br.) Kunth ヒンジガヤツリ：本州以南。
- L. chinensis (Osbeck) Kern　オオヒンジガヤツリ：琉球列島。